# Spanischer Vallan

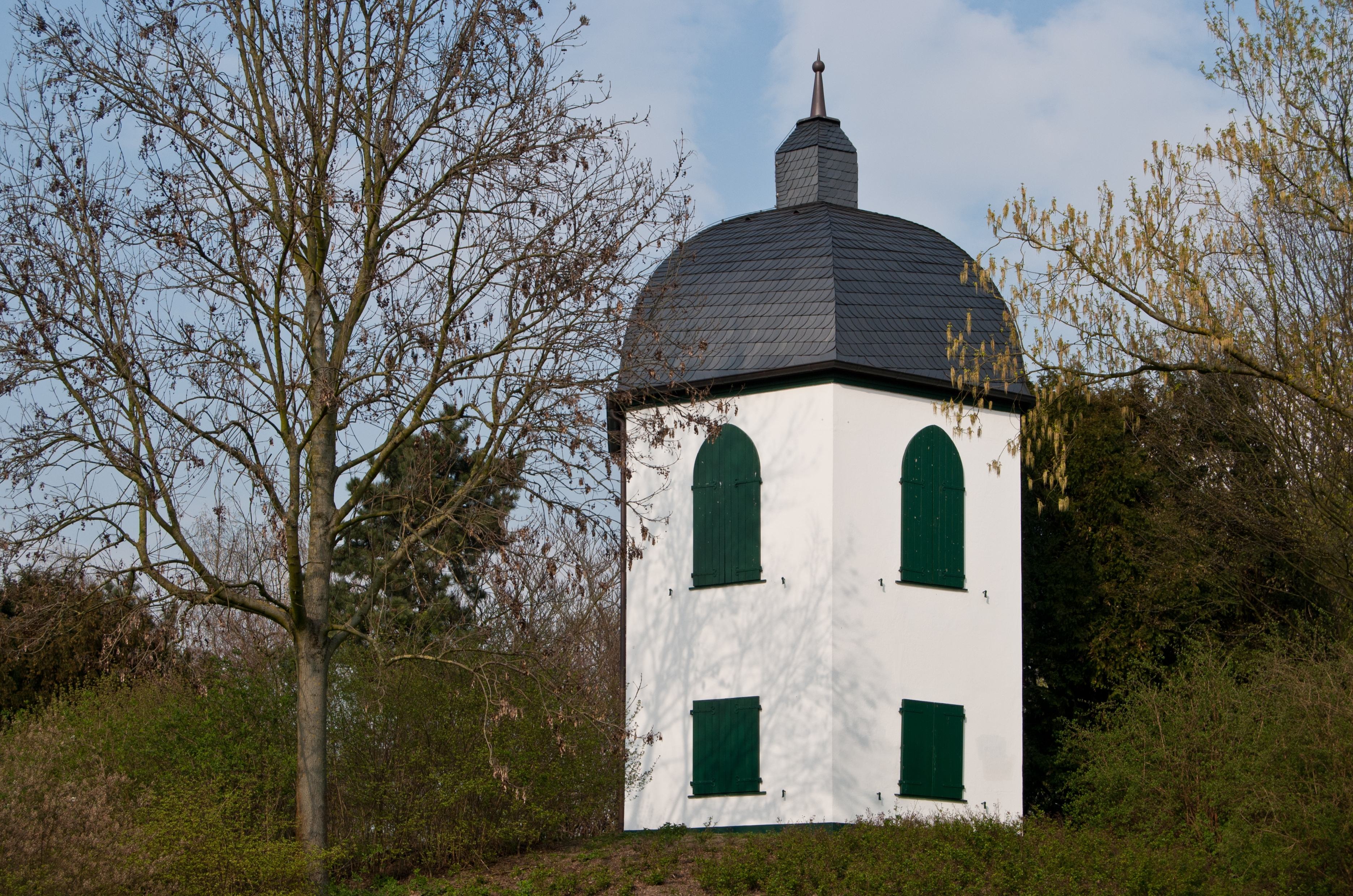
Der „Spanische Vallan“ auf einer Anhöhe im Rheinberger Stadtpark (April 2012)

Der Spanische Vallan (im Volksmund auch nur „Vallan“ genannt) ist ein denkmalgeschützter Wohnturm im Stadtpark von Rheinberg am Niederrhein in Nordrhein-Westfalen. Das sechseckige Gebäude ist sieben Meter hoch und wird zeitweise als Kulturzentrum genutzt, seit Ende 2021 unter Leitung der Rheinberger Kulturschaffenden Manu Bechert und Renan Cengiz.
Der Spanische Vallan wurde zwischen dem 17. und 18. Jahrhundert auf einem künstlichen Erdhügel, der aus den nach der Schleifung erhalten gebliebenen Resten der ehemaligen Rheinberger Stadtbefestigung besteht, rund hundert Meter südwestlich des Außenwalls errichtet. Später wurde er zeitweise in die Isolationsstation eines ihm umgebenen Krankenhauses einbezogen, nach dem Zweiten Weltkrieg wurde der Vallan vor allem als Wohnturm genutzt. Um 1960 wurde er in den Stadtpark integriert. 2008 wurde das Dach saniert und das Heizungssystem erneuert.
Im März 1983 wurde der Spanische Vallan in die Denkmalliste der Stadt aufgenommen und als Baudenkmal mit der Nummer 18 eingetragen. Neben der Eintragung als Einzeldenkmal ist er seit 1997 auch Teil des Denkmalbereiches Nr. 3 „Stadtpark Rheinberg“.
Seit Oktober 2018 wird er denkmalgerecht aufgearbeitet. Seit 2021 veranstaltet die Kulturinitiative Spanischer Vallan Konzerte, Lesungen, Workshops und andere Kulturveranstaltungen rund um das Türmchen, darunter ein jährlich im Sommer stattfindendes Festival.